# Mangueirinha
Mangueirinha ist ein brasilianisches Munizip im Süden des Bundesstaats Paraná. Es hat 16.603 Einwohner (2022), die sich Mangueirinhenser nennen. Seine Fläche beträgt 1.055 km². Es liegt 894 Meter über dem Meeresspiegel.

## Etymologie
Der Ortsname Mangueirinha ist die Verkleinerungsform von Mangueira (Pferch), einem Ort, in dem das Vieh gehalten wird. In den Anfängen der Besiedlung gab es einen solchen Pferch, der aufgrund seiner geringen Größe Mangueirinha genannt wurde. Hiervon wurde der Name der Gemeinde abgeleitet.

## Geschichte

### Besiedlung
Bis zur Ankunft der königlichen Familie in Brasilien im Jahr 1808 gehörte die Region Mangueirinha aufgrund des zwischen Portugal und Spanien geschlossenen Vertrags von Tordesillas zu Spanien.
Zwischen 1836 und 1839 entdeckten zwei Expeditionen die Felder, die sie Campos de Palmas nannten und die die heutigen Gemeinden Mangueirinha, Palmas, Clevelândia, Água Doce (SC), Irani (SC) und andere umfassten.
Mit Provinzgesetz vom 20. Januar 1887 wurde der Gerichts- und Polizeibezirk Mangueirinha in der Gemeinde Palmas eingerichtet.
Der erste bekannte Bauernhof der Region ist die Fazenda da Lagoa, die 1839/1840 von Pedro Siqueira Cortes, dem Kommandanten der Expedition zur Inbesitznahme der Campos de Palmas, gegründet wurde.
Die Viehzucht in der Region entstand gleichzeitig mit der Tätigkeit der Tropeiros (Fernhändler mit Maultierkarawanen). Diese brachten das erste Vieh aus Guarapuava für die Anfänge der Fazendas. Einige Jahre später wurden Pfade angelegt, aus denen der Caminho de Palmas oder Caminho das Missões hervorging, der die Viehtransporte aus dem Gebiet der Jesuitenreduktionen in Rio Grande do Sul über Chapecó und Xanxerê in Santa Catarina, Palmas und Mangueirinha nach Guarapuava und Ponta Grossa in Richtung Sorocaba in São Paulo führte.
Nach der Schaffung des Território Federal do Iguaçu im Jahr 1943, das sich aus Gebieten von Paraná und Santa Catarina zusammensetzte, unterzeichnete Präsident Getúlio Vargas das Gesetzesdekret, mit dem das Munizip Mangueirinha geschaffen und Palmas aufgeteilt wurde.
Nach dem Sturz von Präsident Getúlio Vargas erklärte die neue Verfassung von 1946 das Bundesgebiet Iguaçu für erloschen, so dass Mangueirinha wieder zum Bundesstaat Paraná gehörte.

### Erhebung zum Munizip
Mangueirinha wurde durch das Staatsgesetz Nr. 533 vom 21. September 1946 aus Palmas ausgegliedert und in den Rang eines Munizips erhoben. Es wurde am 30. Dezember 1946 als Munizip installiert.

## Geografie

### Fläche und Lage
Mangueirinha liegt auf dem Terceiro Planalto Paranaense (der Dritten oder Guarapuava-Hochebene von Paraná). Seine Fläche beträgt 1.055 km². Es liegt auf einer Höhe von 894 Metern.

### Vegetation
Das Biom von Mangueirinha ist Mata Atlântica.

### Klima
Das Klima ist gemäßigt warm. Es werden hohe Niederschlagsmengen verzeichnet (2055 mm pro Jahr). Im Jahresdurchschnitt liegt die Temperatur bei 18,4 °C. Die Klimaklassifikation nach Köppen und Geiger lautet Cfa.

### Gewässer
Mangueirinha liegt im Einzugsgebiet des Iguaçu. Dieser bildet die nördliche Grenze des Munizips. Er ist zum Stausee des Wasserkraftwerks Usina Hidrelétrica Governador Ney Aminthas de Barros Braga (oder Usina Hidrelétrica de Segredo) der Companhia Paranaense de Energia (Copel) aufgestaut.
Dessen linker Nebenfluss Rio Lajeado Grande dos Índios bildet die westliche Grenze des Munizips. Auf der östlichen Grenze fließt der Rio Butiá ebenfalls zum Iguaçu. Durch den Mittelteil des Munzipgebiets fließt östlich am Stadtgebiet vorbei der Rio Marrecas ebenfalls zum Iguaçu.

### Straßen
Mangueirinha ist über die PR-459 mit Palmas im Süden und Foz do Jordão im Norden verbunden.

### Terras Indígenas
Im Gebiet des Munizips liegen 25 % der Reserva Indígena Mangueirinha. Die weiteren 75 % liegen in Chopinzinho und Coronel Vivida. Gemäß der Datenbank der indigenen Territorien des Instituto Socioambiental leben hier 765 Menschen von den Völkern der Guarani, der Guarani Mbya und der Kaingang.(Stand: 2014).
| Terra indígena | Völker                             | Bewohner | Fläche (km²) | Bewohner pro km² | Kategorie        |
| -------------- | ---------------------------------- | -------- | ------------ | ---------------- | ---------------- |
| Mangueirinha   | Guarani, Guarani Mbya und Kaingang | 765      | 164          | 4,7              | Reserva Indígena |

### Nachbarmunizipien
| Chopinzinho    | Foz do Jordão                               | Reserva do Iguaçu       |
| Coronel Vivida | Kompassrose, die auf Nachbargemeinden zeigt |                         |
| Honório Serpa  | Clevelândia                                 | Coronel Domingos Soares |

## Stadtverwaltung
Bürgermeister: Elidio Zimerman de Moraes, PSDB (2021–2024)
Vizebürgermeister: Leandro Dorini, PSB (2021–2024)

## Demografie

### Bevölkerungsentwicklung
| Jahr | Einwohner | Stadt | Land |
| ---- | --------- | ----- | ---- |
| 1950 | 22.396    | 3 %   | 97 % |
| 1960 | 11.659    | 9 %   | 91 % |
| 1970 | 15.430    | 7 %   | 93 % |
| 1980 | 21.151    | 11 %  | 89 % |
| 1991 | 25.604    | 19 %  | 81 % |
| 2000 | 17.760    | 36 %  | 64 % |
| 2010 | 17.048    | 49 %  | 51 % |
| 2021 | 16.603    |       |      |

Quelle: IBGE (2011) und Volkszählung 2022

### Ethnische Zusammensetzung
| Gruppe * | 1991    | 2000    | 2010    | wer sich als …                                                                   |
| --- | ------- | ------- | ------- | -------------------------------------------------------------------------------- |
| Weiße | 69,3 %  | 71,2 %  | 58,0 %  | weiß bezeichnet                                                                  |
| Schwarze | 1,5 %   | 1,8 %   | 2,3 %   | schwarz bezeichnet                                                               |
| Gelbe | 0,0 %   | 0,1 %   | 0,4 %   | von fernöstlicher Herkunft wie japanisch, chinesisch, koreanisch etc. bezeichnet |
| Braune | 26,5 %  | 22,1 %  | 35,7 %  | braun oder als Mischung aus mehreren Gruppen bezeichnet                          |
| Indigene | 2,7 %   | 4,6 %   | 3,6 %   | Ureinwohner oder Indio bezeichnet                                                |
| ohne Angabe | 0,0 %   | 0,3 %   | 0,0 %   |                                                                                  |
| Gesamt | 100,0 % | 100,0 % | 100,0 % |                                                                                  |
| *) Das IBGE verwendet für Volkszählungen ausschließlich diese fünf Gruppen. Es verzichtet bewusst auf Erläuterungen. Die Zugehörigkeit wird vom Einwohner selbst festgelegt. |         |         |         |                                                                                  |

Quelle: IBGE (Stand: 1991, 2000 und 2010)

## Wirtschaft

### Kennzahlen
Mit einem Bruttoinlandsprodukt pro Einwohner von 87.398,56 R$ bzw. rund 19.400 € lag Mangueirinha 2019 auf dem sechsten Platz der 399 Munizipien Paranás.
Sein mittelhoher Index der menschlichen Entwicklung von 0,688 (2010) setzte es auf den 272. Platz der paranaischen Munizipien.